# Camponotus erinaceus
Camponotus erinaceus é uma espécie de inseto do gênero Camponotus, pertencente à família Formicidae.